# Welchenberg

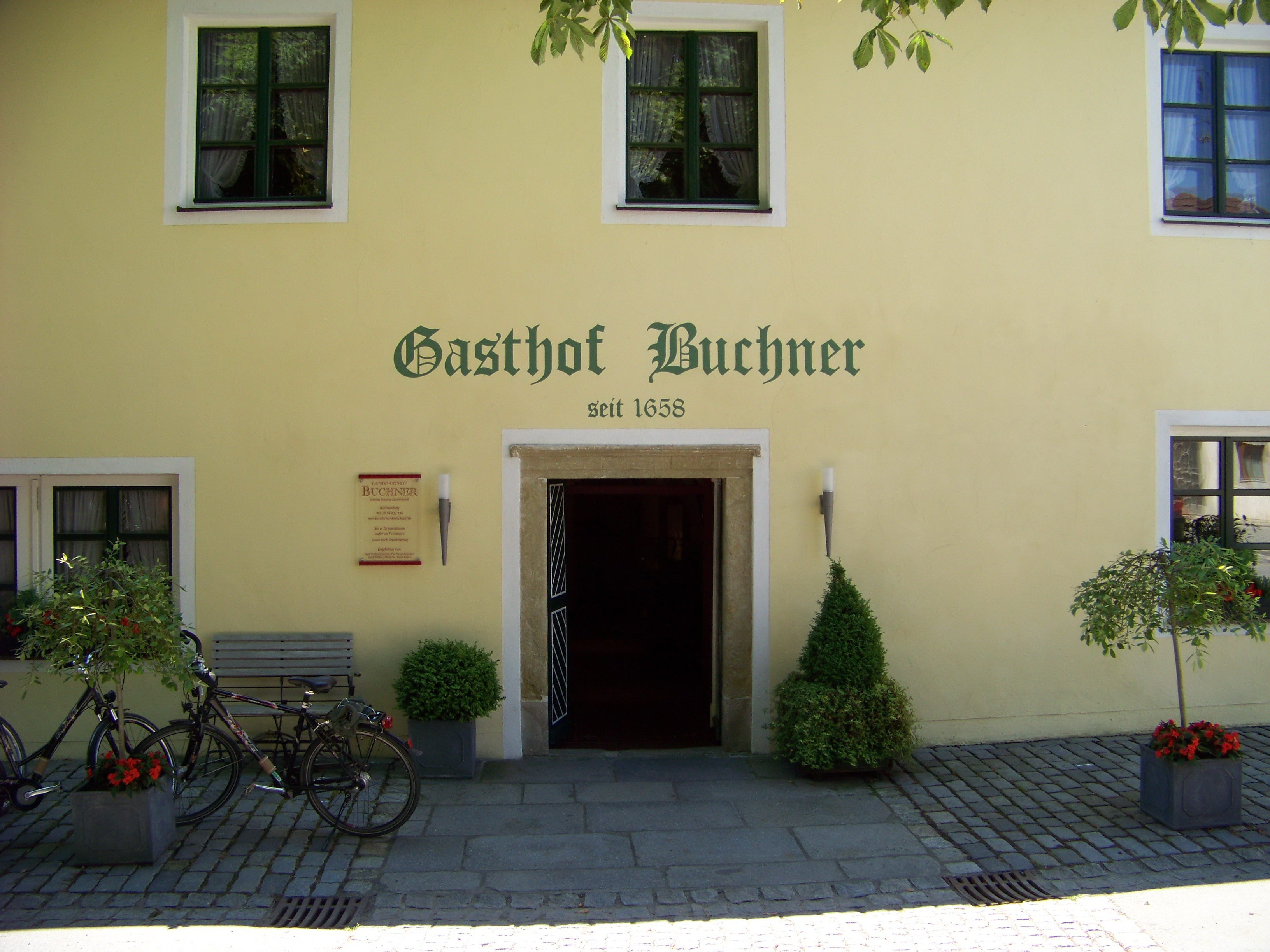
Der Gasthof Buchner

Welchenberg ist ein Gemeindeteil der Gemeinde Niederwinkling im niederbayerischen Landkreis Straubing-Bogen. 

## Lage
Das Kirchdorf Welchenberg liegt am gleichnamigen Berg, einer Erhebung des Donaurandbruchs etwa einen Kilometer südwestlich von Niederwinkling nördlich der Staatsstraße 2125. Die Donau ist etwa einen Kilometer entfernt.

## Geschichte
In einer Bulle des Papstes Honorius II. von 1126 wird ein Altmann de Welinchinberg erwähnt. Im 12. und 13. Jahrhundert sind mehrere Herren von Welchenberg als Zeugen feststellbar. Im 14. Jahrhundert saßen die Lengenfelder auf Welchenberg, später die Nußberger. 1567 verkaufte Wilhelm von Nußberg die geschlossene Hofmark an Kaspar von Lerchenfeld. Heinrich Lerchenfeld verkaufte sie an Pankraz von Pürching. Dessen Sohn Johann starb am 13. April 1654.

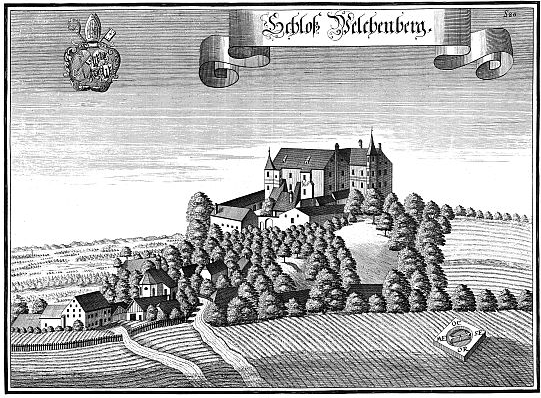
Schloss Welchenberg nach einem Stich von Michael Wening von 1726

Mit Urkunde vom 8. März 1657 vermachte Katharina von Pürching, die Witwe des Hofmarksherrn, ihren Besitz dem Kloster Oberalteich, das im Schloss eine Propstei errichtete. Ein Stich von Michael Wening zu Beginn des 18. Jahrhunderts bildet das damalige Schloss ab, einen zweigeschossigen Renaissancebau von etwa 1600 mit Flügeln und Ecktürmchen. Welchenberg unterstand dem Pfleggericht Mitterfels.
Nach den Erhebungen bei der Klosteraufhebung bestand in Welchenberg ein Gutshof mit 45 Hektar, daneben eine Brauerei, spezialisiert auf Braunbier und Weißbier. Bei der Säkularisation in Bayern 1803 wurde die Propstei aufgelöst und das Schlossgut veräußert. Dessen neuer Besitzer Bierbrauer Schmaus ließ das Schloss abbrechen.
Mit der Gemeindebildung 1821 kam Welchenberg zur Gemeinde Pfelling. Während der Ort Pfelling im Zuge der Gebietsreform in Bayern zur Stadt Bogen gelangte, wurde Welchenberg mit anderen Teilen der aufgelösten Gemeinde gemäß Verordnung vom 12. April 1976 mit Wirkung vom 1. Mai 1978 in die Gemeinde Niederwinkling eingegliedert.

## Sehenswürdigkeiten
- Filialkirche St. Mauritius. Das frühbarocke Bauwerk entstand um 1660 bis 1670. Die Deckenfresken von Felix Hölzl um 1760 zeigen das Sterben des heiligen Mauritius. Die Einrichtung ist vorwiegend in Rokoko, eine Holzfigur des Kirchenpatrons St. Mauritius eine Renaissanceschöpfung um 1530.
- Friedhof. Auf dem Friedhof befinden sich zahlreiche Grabsteine aus früheren Jahrhunderten.
- Schloss. Vom einstigen Schloss haben sich nur wenige Mauerreste erhalten.
- Landgasthof Buchner. Die ehemalige Hoftaverne von 1658 ist seit 1882 im Besitz der Familie Buchner/Achatz.

## Vereine
- BRK Welchenberg
- EC Welchenberg
- Freiwillige Feuerwehr Welchenberg
- Hubertus Schützen Welchenberg 1884 e. V.